# Remo nos Jogos Olímpicos de Verão de 2016 - Skiff quádruplo masculino
As provas do skiff quádruplo masculino nos Jogos Olímpicos de 2016 decorreram entre 6 e 11 de agosto na Lagoa Rodrigo de Freitas, Rio de Janeiro.

## Formato da competição
As competições de remo desenrolaram-se em formato de rondas, dependendo de quantas embarcações estavam inscritas. Cada regata teve um máximo de seis embarcações participantes, desenrolando-se ao longo de 2000 metros. No skiff quádruplo masculino, com 10 embarcações, os dois primeiros de cada regata qualificatória seguiram diretamente para a final A, e os restantes disputaram vagas adicionais na repescagem (apuraram os dois primeiros de cada regata). Na final A disputaram-se as medalhas, enquanto os participantes da final B definiram as restantes posições.

## Calendário
Os horários são pelo fuso de Brasília (UTC−3).
| Data                       | Hora  | Ronda           |
| -------------------------- | ----- | --------------- |
| Sábado, 6 de agosto        | 12:50 | Qualificatórias |
| Segunda-feira, 8 de agosto | 08:30 | Repescagem      |
| Quinta-feira, 11 de agosto | 10:12 | Final A         |
| Quinta-feira, 11 de agosto | 12:30 | Final B         |

## Medalhistas
A quádrupla alemã alcançou o título olímpico ao ser a mais rápida na final. A prata foi ganha pela embarcação da Austrália, enquanto os remadores estonianos ficaram com o bronze.
|  | GER Alemanha                                          |  | AUS Austrália                                                            |  | EST Estônia                                           |
|  | Philipp Wende Lauritz Schoof Karl Schulze Hans Gruhne |  | Karsten Forsterling Alexander Belonogoff Cameron Girdlestone James McRae |  | Andrei Jämsä Allar Raja Tõnu Endrekson Kaspar Taimsoo |

## Resultados
Estes foram os resultados das várias fases da competição:

### Qualificatórias
Os dois primeiros de cada regata qualificaram-se para a final A, e os restantes disputaram as vagas através da repescagem

#### Qualificatória 1
| Pos. | Remadores                                                   | País              | Tempo    | Notas |
| ---- | ----------------------------------------------------------- | ----------------- | -------- | ----- |
| 1    | Andrei Jämsä Allar Raja Tõnu Endrekson Kaspar Taimsoo       | EST Estônia       | 5:51.710 | FA    |
| 2    | Dmytro Mikhay Artem Morozov Oleksandr Nadtoka Ivan Dovhodko | UKR Ucrânia       | 5:52.900 | FA    |
| 3    | Philipp Wende Lauritz Schoof Karl Schulze Hans Gruhne       | GER Alemanha      | 5:53.630 | R     |
| 4    | Nathan Flannery John Storey George Bridgewater Jade Uru     | NZL Nova Zelândia | 5:59.130 | R     |
| 5    | Julien Bahain Robert Gibson Will Dean Pascal Lussier        | CAN Canadá        | 6:34.550 | R     |

#### Qualificatória 2
| Pos. | Remadores                                                                      | País             | Tempo    | Notas |
| ---- | ------------------------------------------------------------------------------ | ---------------- | -------- | ----- |
| 1    | Karsten Forsterling Alexander Belonogoff Cameron Girdlestone James McRae       | AUS Austrália    | 5:50.980 | FA    |
| 2    | Mateusz Biskup Wiktor Chabel Dariusz Radosz Mirosław Ziętarski                 | POL Polônia      | 5:51.280 | FA    |
| 3    | Nico Stahlberg Augustin Maillefer Roman Röösli Barnabé Delarze                 | SUI Suíça        | 5:51.520 | R     |
| 4    | Jack Beaumont Sam Townsend Angus Groom Peter Lambert                           | GBR Grã-Bretanha | 5:52.770 | R     |
| 5    | Dovydas Nemeravičius Martynas Džiaugys Dominykas Jančionis Aurimas Adomavičius | LTU Lituânia     | 5:58.700 | R     |

### Repescagem
Os dois primeiros ficaram apurados para a final A competindo pelas medalhas, e os restantes seguiram para a disputa da final B.
| Pos. | Remadores                                                                      | País              | Tempo   | Notas |
| ---- | ------------------------------------------------------------------------------ | ----------------- | ------- | ----- |
| 1    | Philipp Wende Lauritz Schoof Karl Schulze Hans Gruhne                          | GER Alemanha      | 5:51.43 | FA    |
| 2    | Jack Beaumont Sam Townsend Angus Groom Peter Lambert                           | GBR Grã-Bretanha  | 5:53.10 | FA    |
| 3    | Dovydas Nemeravičius Martynas Džiaugys Dominykas Jančionis Aurimas Adomavičius | LTU Lituânia      | 5:55.78 | FB    |
| 4    | Nico Stahlberg Augustin Maillefer Roman Röösli Barnabé Delarze                 | SUI Suíça         | 5:56.13 | FB    |
| 5    | Julien Bahain Robert Gibson Will Dean Pascal Lussier                           | CAN Canadá        | 5:56.28 | FB    |
| 6    | Nathan Flannery John Storey George Bridgewater Jade Uru                        | NZL Nova Zelândia | 5:58.92 | FB    |

### Finais

#### Final B
| Pos. | Remadores                                                                      | País              | Tempo   | Notas |
| ---- | ------------------------------------------------------------------------------ | ----------------- | ------- | ----- |
| 1    | Nico Stahlberg Augustin Maillefer Roman Röösli Barnabé Delarze                 | SUI Suíça         | 6:11.18 |       |
| 2    | Julien Bahain Robert Gibson Will Dean Pascal Lussier                           | CAN Canadá        | 6:13.55 |       |
| 3    | Dovydas Nemeravičius Martynas Džiaugys Dominykas Jančionis Aurimas Adomavičius | LTU Lituânia      | 6:15.16 |       |
| 4    | Nathan Flannery John Storey George Bridgewater Jade Uru                        | NZL Nova Zelândia | 6:18.92 |       |

#### Final A
| Pos.              | Remadores                                                                | País             | Tempo   | Notas |
| ----------------- | ------------------------------------------------------------------------ | ---------------- | ------- | ----- |
| Medalha de ouro   | Philipp Wende Lauritz Schoof Karl Schulze Hans Gruhne                    | GER Alemanha     | 6:06.81 |       |
| Medalha de prata  | Karsten Forsterling Alexander Belonogoff Cameron Girdlestone James McRae | AUS Austrália    | 6:07.96 |       |
| Medalha de bronze | Andrei Jämsä Allar Raja Tõnu Endrekson Kaspar Taimsoo                    | EST Estônia      | 6:10.65 |       |
| 4                 | Mateusz Biskup Wiktor Chabel Dariusz Radosz Mirosław Ziętarski           | POL Polônia      | 6:12.09 |       |
| 5                 | Jack Beaumont Sam Townsend Angus Groom Peter Lambert                     | GBR Grã-Bretanha | 6:13.08 |       |
| 6                 | Dmytro Mikhay Artem Morozov Oleksandr Nadtoka Ivan Dovhodko              | UKR Ucrânia      | 6:16.30 |       |